# Hrenovuha

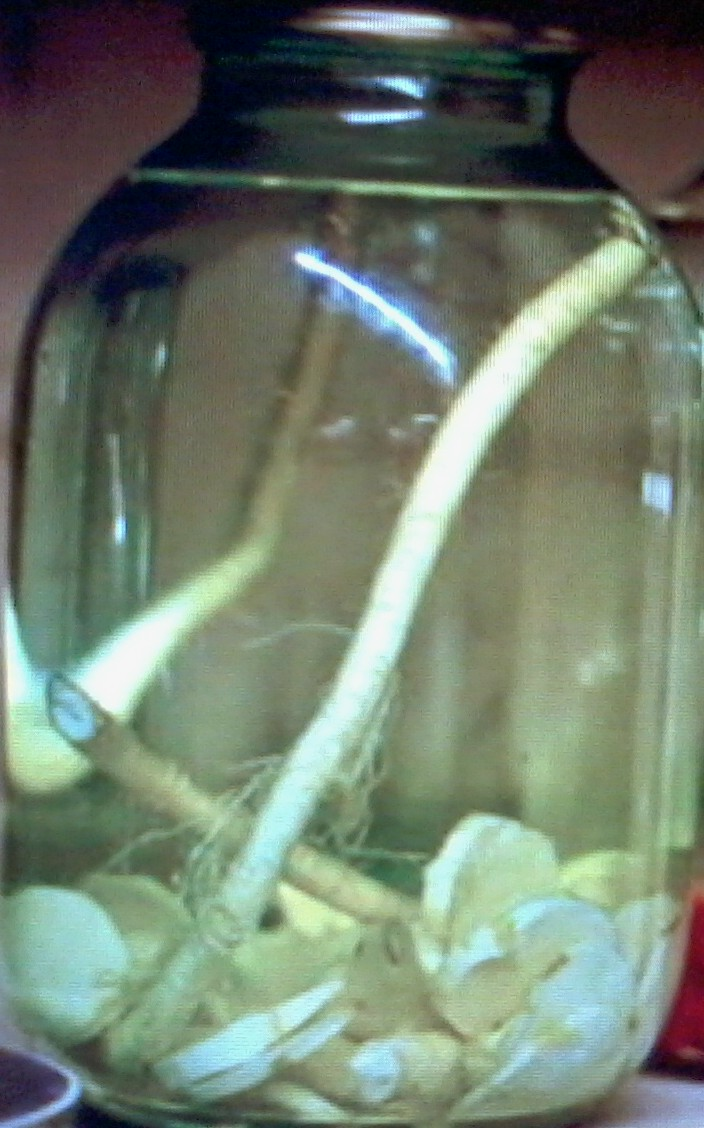
Hrenovuha casero.

Hrenovuha (en ucraniano: Хріновуха, en ruso: Хреновуха) es un tipo de vodka fuerte, común en Ucrania y Rusia. Posee un sabor amargo, y se lo prepara usando la raíz del rábano picante, a menudo con diversas especias, tales como granos de pimienta y ajo. El hrenovuha es fácil de preparar en el hogar.
Su preparación en las casas se remonta a una antigua tradición. A comienzos del siglo XVIII Pedro I promulgó un decreto indicando que en cada establecimiento agropecuario se debía producir vodka.
La palabra "hrenovuha" es propia del lenguaje cotidiano y no registra raíces conocidas. Sin embargo el alcohol de rábano picante es servido bajo esta denominación en muchos restaurantes. La planta KIN1 en Moscú produce esta bebida.